# تزلج متزامن
التزلج المتزامن هو رياضة مشتقة من التزلج الفني على الجليد يُمارس كفريق تلعب ما بين ثمانية إلى ستة عشر (بالإضافة إلى أربعة احتياطي) الهدف هو أداء الأشكال الفنية بالسيولة والأناقة مع الحفاظ على التزامن.